# Národní přírodní rezervace v Česku
Národní přírodní rezervace (zkracováno NPR) je v Česku nejvýznačnější kategorie ochrany maloplošných území. Jedná se o malé, ale cenné území, které poskytuje ochranu v mezinárodním nebo národním měřítku unikátním přírodním ekosystémům s vzácnými a ohroženými organismy i anorganickými fenomény. 

## Zákon č. 114/1992 Sb.
Mezi základní ochranné podmínky stanovené zákonem č. 114/1992 Sb., o ochraně přírody a krajiny patří zákaz libovolných zásahů do prostředí, zejména
- hospodaření intenzivním způsobem
- těžba surovin
- výstavba nových staveb
- vstup a vjezd mimo vyznačené cesty
- provozování horolezectví
- létání na padácích a závěsných kluzácích, jízda na kole mimo cyklostezky
- sběr a odchyt rostlin a živočichů
- táboření a rozdělávání ohně

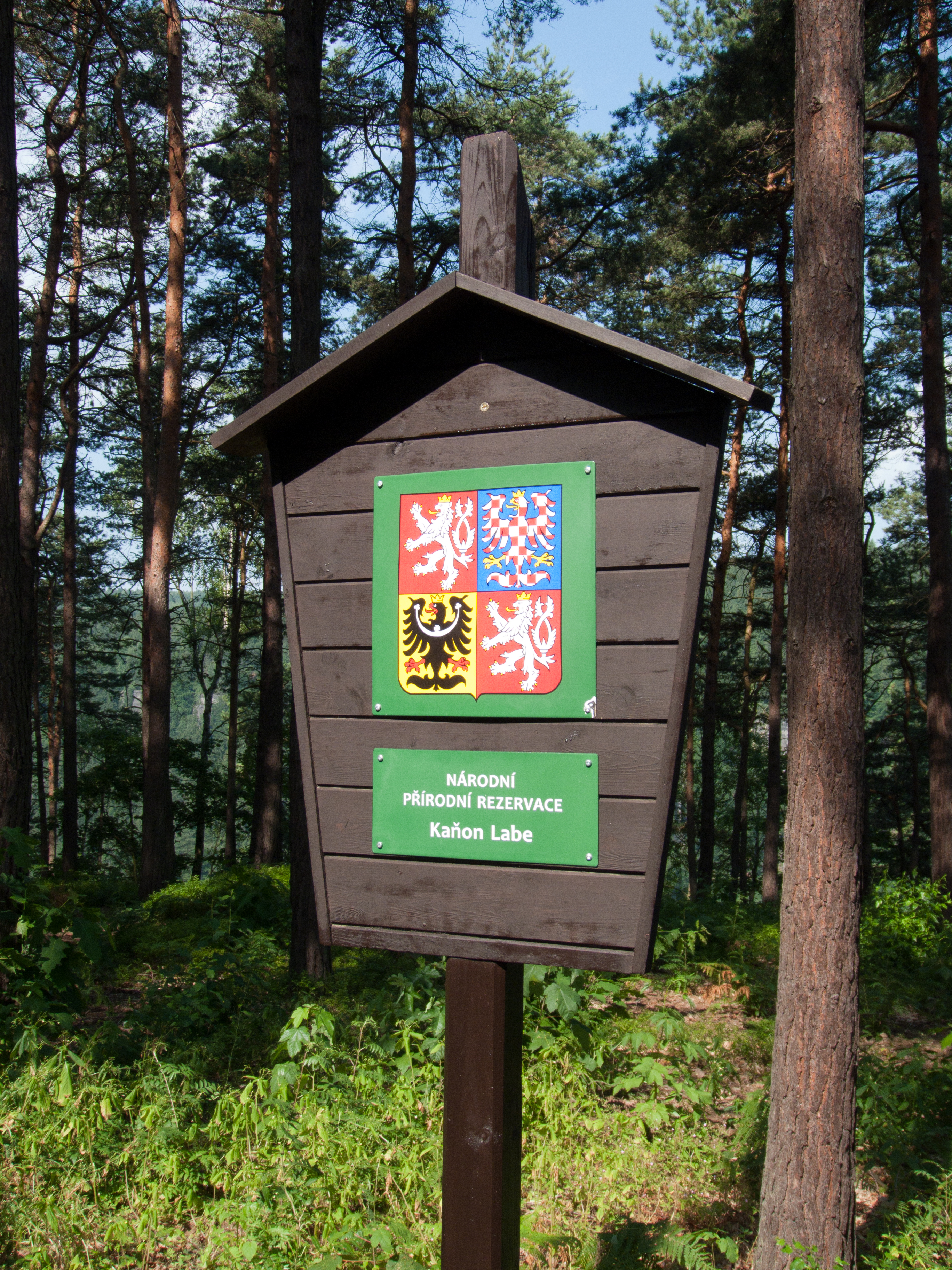
Cedule Národní přírodní rezervace

NPR je zřizováno vyhláškou Ministerstva životního prostředí ČR. V červnu roku 2012 bylo vyhlášeno 111 území jako NPR, k prosinci 2013 to pak bylo 110 území. K lednu 2018 pak 109 rezervací o celkové rozloze 29 532 ha (0,37 % rozlohy ČR). Úbytek je mnohdy zapříčiněn spojováním rezervací do větších. 
K jejich značení se dle vyhlášky 395/1992 Sb. používají tabule s velkým státním znakem České republiky a příslušným textem, navíc jsou její hranice na sloupcích či hraničních stromech označeny dvěma vodorovnými červenými pruhy vzdálenými od sebe zhruba 5 cm.

## Předchozí právní úprava
V letech 1956 až 1992 na území Československa existovaly Státní přírodní rezervace. Jejich náplň určil zákon o ochraně přírody č. 40/1956 Sb.